# 国鉄タキ15600形貨車
国鉄タキ15600形貨車（こくてつタキ15600がたかしゃ）は、1969年（昭和44年）から製作された、亜鉛焼鉱専用の 40 t 積 貨車（タンク車）である。
私有貨車として製作され、日本国有鉄道（国鉄）に車籍編入された。1987年（昭和62年）の国鉄分割民営化後は日本貨物鉄道（JR貨物）に車籍を承継している。

## 概要
金属亜鉛の製錬過程で生成される「亜鉛焼鉱」を輸送する貨車で、国鉄では唯一の専用種別である。製錬拠点間を遠距離輸送する需要に対応して開発され、1969年（昭和44年） - 1972年（昭和47年）に38両（コタキ15600 - コタキ15637）が富士重工業・日立製作所の2社で製作された。
製作2社が各々独自に設計開発していたセメント専用タンク車の構造を踏襲した仕様で製作され、富士重工業製作車は東邦亜鉛に、日立製作所製作車は日本鉱業に納入された。

## 仕様・構造
※ 本節では両形態間に共通の箇所について記述し、特有の仕様については後節にて記述する。
積載荷重 40 t の粉粒体輸送用タンク貨車（タンク種別：第7種）で、同時期に開発されたセメント専用タンク車に準拠した仕様であるが、積載品目の比重がセメントより大きいことから、タンク体を荷重相応の容積に縮小している。タンク体には普通鋼と耐候性高張力鋼を併用し、強度を確保しつつ軽量化を図っている。
車両全長は 10,800 mm 、自重は 13.7 - 13.9 t で、記号番号表記は特殊標記符号「コ」（全長 12 m 以下）を前置し「コタキ」と標記する。専用種別標記は、「亜鉛焼鉱専用」で積荷の特性により化成品分類番号は、標記しない。外部塗色は黒色である。
積荷はタンク体上部の積込口から投入し、タンク体中央下部に設けた取出口から搬出する。荷役装置としてエアスライド式（空気浮動式）の流動促進機構をタンク体底部に装備する。これは通気孔を多数設けた薄鋼板をタンク底面に取付け、薄鋼板表面に帆布を張った「二重底」構造の機構で、荷卸時には「二重底」の間隙内に外部から低圧空気を供給し、通気孔からタンク内に空気を噴出して積荷との間に空気層を形成させ、積荷の落下を促進させる。
台車は国鉄貨車の標準形式であったスリーピース構造の台車 TR41C 形で、鋳鋼製の台車側枠と一体成型された軸箱部・平軸受の軸箱支持方式・重ね板ばねの枕ばねは他の TR41 系台車と共通の仕様である。ブレーキ装置は制御弁に K 三動弁を、ブレーキシリンダに UC 形差動シリンダを用い、積荷の有無で2段階にブレーキ力を切り替える「積空切替機構」を併設した KSD 方式（積空切替式自動空気ブレーキ）である。補助ブレーキは車両端の台枠上部に回転ハンドル式の手ブレーキを設ける。最高速度は 75 km/h である。

## 仕様別詳説
富士重工業製
1969年4月に20両（コタキ15600 - コタキ15619）が製作された。所有者は東邦亜鉛である。
同社が開発したフレームレス構造のセメント専用タンク車タキ12200形試作車の試用結果を基に設計された車両で、タンク体下部を漏斗状とした非円形断面（涙滴形）をもつ。設計比重は 1.80 で、タンク実容積は 22.2 m3 である。

タンク側面上部に踏板を、タンク端面（鏡板）上部には隣車との往来に用いる渡り板を設けるが、いずれも手すりは併設しない。上部には積込口・集塵口を合計3基設ける。取出口はタンク下部中央に設けられ、軌間内に垂直落下させる直下式である。台枠は前後枕梁間の側梁が省略され、タンク側面下部の漏斗部には4本の補強部材を車体長手方向に溶接する。
日立製作所製
1969年9月25日に16両（コタキ15620 - コタキ15635）、1972年1月24日に2両（タキ15636, タキ15637）が製作された。所有者は日本鉱業である。
同社が開発したセメント専用タンク車タキ19000形の基本構造を基に設計された。タンク体は側面に平面部をもつ小判型の断面形状で、周囲に4本の補強環を設ける。設計比重は 1.85 で、タンク実容積は 21.6 m3 である。
タンク側面上部には手すりを併設した踏板を設けるが、取出口のない側では側面向かって右側の踏板を延長してあり、隣車との往来に使用する。上部には積込口・集塵口を合計5基設ける。取出口はタンク下部で屈曲し、台枠側面下部に開口する側取出式であるが、特定区間のみに運用することから開口部は片側側面にのみ設けられる。台枠はタキ19000形と同様に中梁を省略し、タンク受台を介して側梁・枕梁と強度的に一体化し軽量化を図っている。

## 運用の変遷
東邦亜鉛所有車は関東地区、日本鉱業所有車は北陸地区でそれぞれ用いられ、1987年（昭和62年）の国鉄分割民営化では38両全車がJR貨物に車籍を承継された。
東邦亜鉛所有車
新製時より福島臨海鉄道宮下駅に20両（コタキ15600 - コタキ15619）を常備し、小名浜製錬所のある宮下駅から安中製錬所のある信越本線安中駅までの専用貨物列車に、同社所有の亜鉛精鉱専用無蓋車トキ25000形とともに使用されている。2012年時点では1日1往復で運転され、通常は本形式やタキ1200形を合わせた12両にトキ25000形6両を組成した18両編成が所定となっている。
1987年のJR移行では20両全車がJR貨物に車籍を承継され、引き続き全車が運用されているが、製造から40年以上が経過し、長距離輸送による老朽化が目立ってきたため、2011年（平成23年）に後継となるタキ1200形の運用が開始され、本形式と混用されていたが､順次､タキ1200形と入れ代わった｡その後についてはJR貨物からは特に公表されていない。
なお、一部の車両では台車を廃車発生品のコロ軸受台車 TR209 形に交換している。
日本鉱業所有車
北陸本線の敦賀駅に18両（コタキ15620 - コタキ15637）を常備し、敦賀製錬所のある敦賀駅と、三日市製錬所のある黒部駅との間での輸送に使用されていた。1985年（昭和60年）の亜鉛精錬分社化に伴い所有者が「日鉱亜鉛」に変更され、JR移行では18両全車がJR貨物に車籍を承継された。引き続き同区間で使用されたが、1995年（平成7年）11月の亜鉛事業休止で用途がなくなり、翌1996年（平成8年）に在籍18両全車が車籍除外となった。